# Banco Ambrosiano
O Banco Ambrosiano (porteriormente renomeado de Banco Ambrosiano Veneto após a fusão com o Banco Católico do Vêneto) foi um dos principais bancos privados católicos italianos. No centro das operações que levaram a ruína do banco estava o seu principal executivo, Roberto Calvi e seus companheiros da loja maçônica P2 (Propaganda Dois). O Banco do Vaticano era o principal parceiro do Banco Ambrosiano; e, com a súbita morte do Papa João Paulo I em 1978, surgiram rumores de que haveria ligações com as operações ilegais daquela instituição (hipótese explorada no filme The Godfather Part III). O Banco do Vaticano também foi acusado de desviar verbas secretas dos Estados Unidos do Sindicato Solidariedade da Polônia e os Contras da Nicarágua por meio do Banco Ambrosiano.

## Membros
- Franco Ratti, presidente.
- Carlo Canesi, administrador manager então presidente da holding do Banco Ambrosiano desde 1965.
- Roberto Calvi, administrador geral do Ambrosiano desde 1971, indicado para presidente em  1975 e ocupando o cargo até a sua morte em junho de 1982.
- Paul Marcinkus, presidente do Banco do Vaticano (também conhecido por "Istituto per le Opere di Religione"), tinha sido diretor do Ambrosiano Overseas, baseado em Nassau, Bahamas.
- Carlo De Benedetti tornou-se vice-presidente do Ambrosiano por dois meses, depois do julgamento de Roberto Calvi.
- Nuovo Banco Ambrosiano, organizado por Giovanni Bazoli.
- Carlos Guido Natal Coda, chefe da filial argentina do Banco Ambrosiano (Coda foi o  predecessor de Emilio Eduardo Massera como comandante-em-chefe da Marinha da Argentina) [1]

## Antes de 1981
O Banco Ambrosiano foi fundado em Milão em 1896 por Giuseppe Tovini, e era chamado de  Banco de Santo Ambrósio, que fora arcebispo da cidade. Tovini quis criar um banco católico para contornar a tradição italiana de manter apenas instituições assistenciais e de caridade. A instituição ficou conhecida como "banco dos padres"; um dos executivos foi Franco Ratti, primo do Papa Pio XI. Nos anos 1960, o banco começou a expandir seus negócios, instalando sua holding em Luxemburgo em 1963. A direção estava à cargo de Carlo Canesi, então o executivo senior, e, a partir de 1965, o presidente.

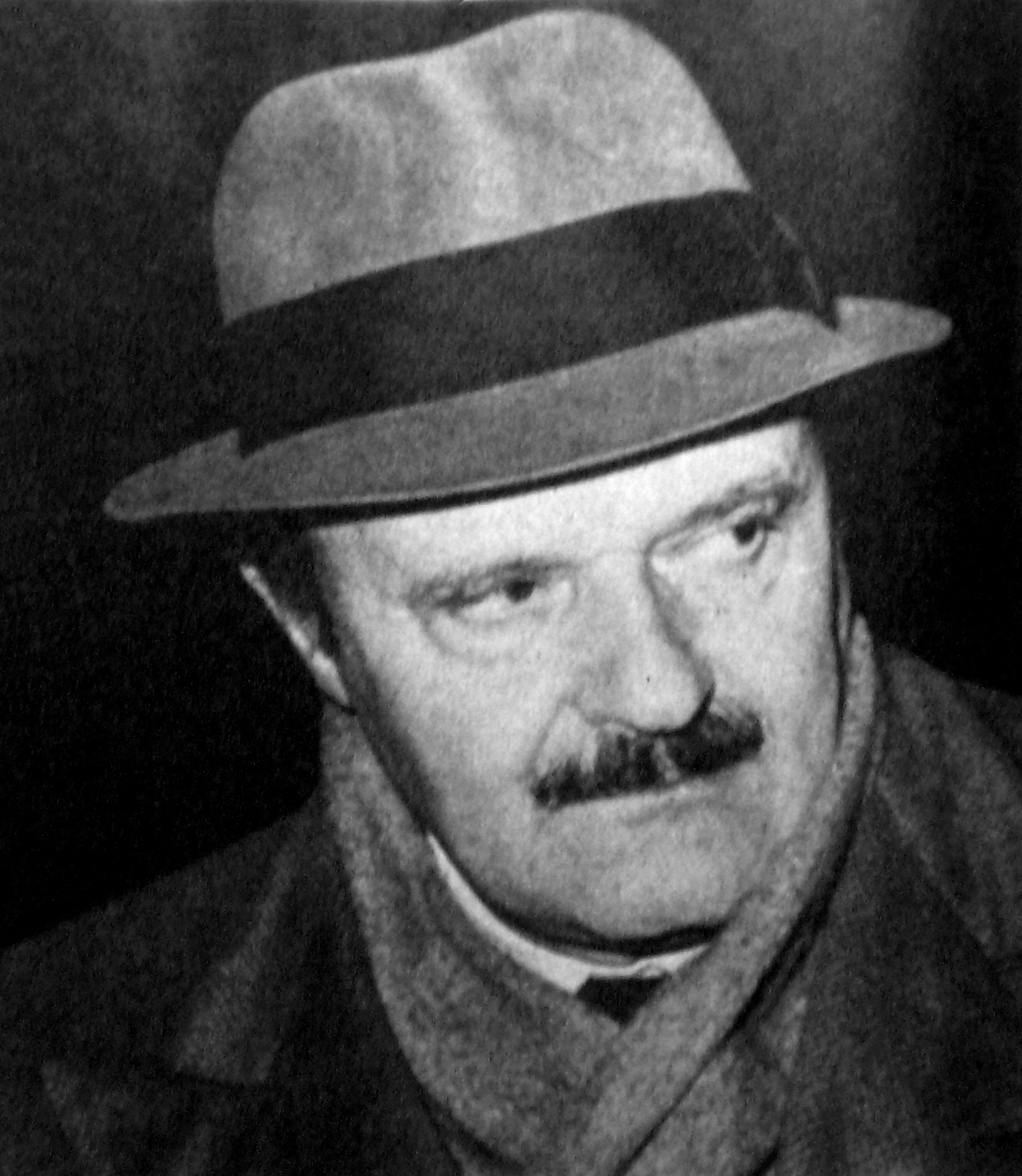
Roberto Calvi.

Em 1947, Canesi trouxera Roberto Calvi para o Ambrosiano. Em 1971, Calvi tornou-se administrador geral, e em 1975 assumiu a presidência. Calvi expandiu as aplicações do Ambrosiano; para isso criou um grande número de companhias fantasmas "off-shore" nas Bahamas e na América do Sul; assumiu o controle da Banca Cattolica del Veneto; e investiu na editora Rizzoli para financiar o jornal Corriere della Sera (Calvi tentava com isso trazer benefícios para os associados da loja maçônica P2). Calvi também envolveu o Banco do Vaticano (Istituto per le Opere di Religione) e seus operadores, e se aproximou do Bispo Paul Marcinkus, presidente do banco. Ambrosiano também forneceu fundos para partidos políticos na Itália, e para o ditador da Nicarágua Anastásio Somoza em sua oposição aos sandinistas. Há também de que fornecia dinheiro para o partido polonês Solidariedade (tem sido amplamente alegado que o Banco do Vaticano financiou o Solidariedade).
Calvi usava uma complexa rede de bancos e companhias para retirar fundos da Itália. Em 1978, o Banco da Itália (Banca d'Italia) preparou um relatório sobre o Ambrosiano que previa o futuro desastre e deflagrou as investigações criminais. Logo a seguir, um juiz de Milão, Emilio Alessandrini, foi assassinado por um grupo terrorista esquerdista.

## Após 1981
Em 1981, a polícia invadiu o escritório da loja maçônica e prendeu o grão-mestre Licio Gelli, encontrando provas contra Roberto Calvi. Calvi foi aprisionado, julgado e setenciado a cumprir pena de quatro anos. Depois, ele apelou e foi solto, conseguindo manter seu cargo no banco. Mas outros alarmes se seguiram: Carlo de Benedetti da Olivetti comprou o banco e se tornou o vice-presidente, apenas por dois meses depois de ser ameaçado. Seu substituto foi um empregado de carreira chamado Roberto Rosone, que sofreu um atentando atribuído à Máfia, que por sua vez responsabilizou os terroristas da Banda della Magliana, que agia em Roma desde os anos 1970.
Em 1982, as dívidas do banco vieram à tona. Calvi saiu do país usando um passaporte falso e Rosone negociou sua saída do cargo com o Banco da Itália. A secretária pessoal de Calvi, Graziella Corrocher, deixou um bilhete denunciando-o antes de se suicidar. Calvi foi encontrado enforcado na ponte Blackfriars em Londres, em 18 de junho daquele ano.
Em julho de 1982, os fundos das aplicações off-shore foram suspensos e a falência declarada. Em agosto o banco foi substituído pelo Nuovo Banco Ambrosiano sob a direção de Giovanni Bazoli, com o Banco do Vaticano arcando com muito dos prejuízos. 
Em Abril de 1992, Carlo De Benedetti, vice-presidente do Banco Ambrosiano, e outras 32 pessoas, foram condenadas por fraude pela corte de Milão Benedetti foi condenado a 6 anos e quatro meses de cadeia.
Em 1994, o primeiro-ministro socialista Bettino Craxi foi implicado no caso do Banco Ambrosiano, juntamente com Licio Gelli da Propaganda Due e o ministro da justiça Claudio Martelli. Em abril de 1998, a Corte confirmou 12 anos de cadeia para Licio Gelli
O jornalista David Yallop acredita que Calvi, com a ajuda da Propaganda Due, foi responsável pela morte de Albino Luciani, o Papa João Paulo I, pois este planejava uma reforma nas finanças do Vaticano.

## Ligações Externas (Em inglês)
- Lucy Komisar sobre "Revelation$" de Denis Roberts & Ernest Backes
- Links para artigos sobre o escândalo